# 白刺
白刺（学名：Nitraria tangutorum）为蒺藜科白刺属下的一个种。